# Haines & Grut Motor Buggy
Haines & Grut Motor Buggy Co. Ltd war ein australischer Hersteller von Automobilen.

## Unternehmensgeschichte
Die Partner C. W. Kellow und Howard Lewis leiteten in den 1890er Jahren das Unternehmen in Melbourne. Sie importierten Automobile und stellte einige Motorräder her. Lewis verließ 1907 das Unternehmen und wechselte zur Tarrant Motor & Engineering Company. Tommy Haines ersetzte ihn. Peter J. Grut trat später ebenfalls in das Unternehmen ein. 1908 begannen sie mit der Produktion von Automobilen. Der Markenname lautete Haines & Grut. 1909 endete die Automobilproduktion. Insgesamt entstanden fünf Fahrzeuge.

## Fahrzeuge
Fast alle Teile wurden in Australien hergestellt. Lediglich das Hickoryholz für die Felgen kam aus den USA und der Vergaser von Lônguemare aus Frankreich. Der wassergekühlte Zweizylindermotor mit 10 PS Leistung wurde von einem örtlichen Unternehmen bezogen. Die Fahrzeuge ähnelten dem amerikanischen Holsman.